# Clavator moreleti
Clavator moreleti е вид коремоного от семейство Acavidae. Видът е световно застрашен, със статут Уязвим.

## Разпространение
Разпространен е в Мадагаскар.